# Takahiro Kunimoto
Takahiro Kunimoto (邦本 宜裕, Kunimoto Takahiro), né le 8 octobre 1997 à Kitakyūshū au Japon, est un footballeur japonais qui évolue au poste de milieu de terrain au Liaoning Tieren.

## Biographie

### Débuts au Japon
Natif de Kitakyūshū au Japon, Takahiro Kunimoto est formé par l'Urawa Red Diamonds. Le 16 octobre 2013 il joue son premier match avec l'équipe première lors d'une rencontre de Coupe de l'Empereur face à Montedio Yamagata. Il entre en jeu et marque également son premier but ce jour-là, mais son équipe s'incline par trois buts à deux. Il s'agit de son seul match avec ce club.
Le 12 janvier 2015 il rejoint librement l'Avispa Fukuoka, qui évolue alors en J. League 2.

### Gyeongnam FC
Le 5 janvier 2018 Kunimoto rejoint la Corée du Sud en s'engageant avec le club du Gyeongnam FC.

### Jeonbuk Motors
Le 9 janvier 2020 Takahiro Kunimoto rejoint le Jeonbuk Motors. Il fait sa première apparition sous ses nouvelles couleurs le 12 février 2020, à l'occasion d'une rencontre de Ligue des champions de l'AFC face au Yokohama F. Marinos. Il est titularisé et son équipe perd la rencontre (1-2 score final).

### Casa Pia
Le 27 juillet 2022, Takahiro Kunimoto rejoint le Portugal pour sa première expérience en Europe, en s'engageant avec le Casa Pia AC, tout juste promue en première division portugaise.

### Johor Darul Ta'zim
En août 2023, Takahiro Kunimoto prend la direction de la Malaisie afin de s'engager en faveur du Johor Darul Ta'zim FC.

### Liaoning Tieren
Le 10 février 2024, Takahiro Kunimoto rejoint le club chinois du Liaoning Tieren. Il signe un contrat de deux ans.